# Control Z
Control Z ou Contrôle Z au Québec, est une série télévisée mexicaine créée par Carlos Quintanilla Dakar, Adriana Pelusi et Miguel García Morenoet diffusée dans le monde entier entre le 22 mai 2020 et le 6 juillet 2022 sur Netflix.

## Synopsis
Lorsqu'un hacker se met soudainement à distiller les secrets les plus intimes des élèves du lycée, Sofía, une jeune fille solitaire mais très observatrice, tente de découvrir son identité.

## Distribution

### Acteurs principaux
- Ana Valeria Becerril (VF : Elsa Bougerie) : Sofía Herrera
- Michael Ronda (VF : Gauthier Battoue) : Javier Williams
- Yankel Stevan (VF : Théo Frilet) : Raúl León
- Samantha Acuña (VF : Camille Donda) : Alejandra « Alex » Salomone
- Macarena García Romero (VF : Audrey Sablé) : Natalia Alexander
- Andrés Baida (VF : Jim Redler) : Pablo García
- Patricio Gallardo (VF : Juan Llorca) : Gerardo « Gerry » Granda
- Iván Aragón (VF : Benjamin Gasquet) : Darío
- Xabiani Ponce De León (VF : François Deblock) : Ernesto
- Patricia Maqueo (VF : Fanny Bloc) : Rosa « Rosita » Restrepo
- Rodrigo Cachero (VF : Jean-Christophe Dollé) : Miguel Quintanilla
- Rocío Verdejo (VF : Marie-Laure Dougnac) : Nora Herrera
- Mauro Sánchez Navarro (VF : Julien Sibre) : Bruno (saison 1, récurrent saison 3)
- Renata del Castillo (VF : Aurore Bonjour) : Lulú
- Kariam Castro (VF : Rebecca Benhamour) : Valeria
- Ariana Saavedra (VF : Lily Rubens) : Regina
- Ana Sofía Gatica (VF : Alice Orsat) : Claudia (saisons 2 et 3)
- Cristian Santin (VF : Laurent Maurel) : Güero (récurrent saison 1, principal saisons 2 et 3)
- Sandra Burgos (VF : Natacha Muller) : Marta, la mère de Luis (récurrent 1, principale saisons 2 et 3)

### Anciens acteurs principaux
- Zión Moreno (VF : Victoria Grosbois) : Isabela de la Fuente (saison 1)
- Luis Curiel (VF : Hugo Brunswick) : Luis Navarro (saison 1, invité saisons 2 et 3)
- Fiona Palomo (VF : Youna Noiret) : María Alexander (saisons 1 et 2, invitée saison 3)
- Lidia San José (VF : Anne O'Dolan) : Gabriela (saisons 1 et 2, invitée saison 3)
- Thanya López (VF : Vanina Pradier) : Susana (saisons 1 et 2, invitée saison 3)
- Arturo Barba (VF : Xavier Fagnon) : Fernando Herrera (saisons 1 et 2, invité saison 3)
- Pierre Louis (VF : Mike Fédée) : Felipe « Pipe » (saison 2, invité 3)

### Acteurs récurrents et invités

#### Saison 1
- Marco Zunino (VF : Guillaume Lebon) : Damián Williams
- Alejandro Ávila (VF : Raphaël Cohen) : Roberto de León, père de Raúl (saison 1)
- Rodrigo Mejía (VF : Damien Ferrette) : : père de Natalia et Maria (saisons 1 et 2)
- Citlali Galindo (VF : Isabelle Auvray) : mère de Natalia et Maria  (saisons 1 et 2)
- Pablo de la Rosa (VF : Swan Demarsan) : Jordi (saisons 1 et 2)
- David Montalvo (VF : Aurélien Reynal) : Joaquín (saison 1), Bernardo (saison 3)
- Roberto Tello (VF : Nicolas Justamon) : José Casillas
- Alexander Holtmann : Lalo de la Fuente, père d'Isabela (saison 1)
- Nastassia Villasana : Bety de la Fuente, mère d'Isabela (saison 1)
- Susana Lozano : mère de Gerry (saisons 1 et 2)
- Ricardo Crespo : père de Gerry (saisons 1 et 2)
- Daniela Zavala : Alondra de León, mère de Raúl (saison 1)
- Fabián Mejía : Salvador (saison 1)
- Cuitlahuac Santoyo : Gibrán

#### Saison 3
- Gabo Anguiano (VF : Pierre Saget) : Renan
- Alphonso Escobedo (VF : Baptiste Mège) : Adriran
- Diana Carreiro : Daniela
- Carmen Beato : Elvia
- Gina Varela : Ana

Version française
- Société de doublage : TITRAFILM
- Direction artistique : Marie-Eugénie Maréchal
- Adaptation des dialogues : Alice Vial
- Mixage audio : Johan Gay
- Gestion de projet : Guillaume Liard

 Source et légende : version française (VF) sur RS Doublage

## Épisodes

### Première saison (2020)
Elle est diffusée depuis le 22 mai 2020 sur Netflix.
1. Anniversaire (La chica del cumpleaños)
2. Victimes (Víctimas)
3. Imbéciles (Idiotas)
4. Cours du soir (Clase nocturna)
5. Face à face (Cara a cara)
6. Qui est vraiment Javier ? (¿Qué tanto conoces a Javier?)
7. Contrôle Z (Control Z)
8. Ennemi public (Enemigo público)

### Deuxième saison (2021)
Elle est diffusée depuis le 4 août 2021 sur Netflix.
1. On n'enterre pas le passé (No se puede enterrar el pasado)
2. Le Retour (El Regreso)
3. Tout le monde a besoin de quelque chose (Necesidades)
4. Rien à cacher (Nada que esconder)
5. Nouveaux plaisirs (Nuevos placeres)
6. Une minute de silence (Un minuto de silencio)
7. Contrôle Z (Control Z)
8. L'Ultime vengeance (La última venganza)

### Troisième saison (2022)
Elle est diffusée depuis le 6 juillet 2022 sur Netflix.
1. Vous pensiez que j'allais vous oublier ? (Did You Think I Would Forget About You?)
2. Maria ? (María?)
3. Tu es arrivé à destination (You Have Reached Your Destination)
4. Plaies ouvertes (Open Wounds)
5. Helena (Helena)
6. Game master (Game Master)
7. C'est moi @_toustessecrets_ (I Am @AllYourSecrets)
8. Remise des diplômes (Graduation)

## Anecdotes de tournage
- Ana Valeria Becerril qui interprète Sofía a confié au site francophone La Montée Ibérique que seulement elle et un autre acteur connaissaient l'identité du hacker durant le tournage. Tout le casting profitait de chaque épisode pour mener l'enquête[4].